# Japan Complete Edition
《Japan Complete Edition》集結飛輪海的全部日文單曲，發行日期為2009年9月16日。收入曲包括「我有我的Young」的日文版「僕らのシーズン」，以及在日本發行的三張單曲《Stay with you》、《Treasure》和《ONLY YOU》內的6首日文歌曲。
此版本附24頁booklet及DVD。Booklet收入未公開寫真及成員感想，DVD則收入MV、CM、message和宣傳活動等影像。

## 曲目
1. 僕らのシーズン(日本語バージョン)（我有我的Young日文版）
2. Stay with you
3. Heart nest ～新しい巣(日本語ヴァージョン)～（新窩日文版）
4. Treasure
5. Crush on you ～君に夢中(日本語ヴァージョン)～（愛到日文版）
6. Only You
7. デジャヴをみつめてる（恆星日文版）